# Anankina skupina
Anankina skupina  je skupina nepravilnih satelitov (lun) Jupitra s retrogradnim gibanjem, ki imajo podobne značilnosti tirnice.
Velika polos tirnic skupine leži med 19,3 in 22,7 Gm, naklon tira imajo med 145,7 °  in 154,8 ° , izsrednost tira je med 0,02 in 0,28.
Skupina ima 16 članic. Jedro skupine sestavlja 8 članic:
- S/2003 J 16
- Mnema
- Euanta
- Harpalika
- Praksidika
- Tiona
- Ananke (po njej se skupina imenuje)
- Jokasta

Obrobje skupine sestavljajo še:
- Evporija
- S/2003 J 3
- S/2003 J 18
- Ortozija
- Telksinoja
- Hermipa
- Helika
- S/2003 J 15

Velikost skupine je odvisna od tega kako definiramo skupino. Nekateri kot Anankino skupino obravnavajo samo prvih osem članic.
Verjetno je skupina nastala z ujetjem asteroida, ki je pozneje razpadel zarada trka z nekim drugim telesom. Zelo majhna statistična razpršenost elementov tirnic osrednjega dela skupine potrjuje, da je skupina nastala z enkratnim trkom in razpadom asteroida. 
Velikost članic skupine kaže, da je asteroid imel premer okoli 28 km. To pa je skoraj velikost največje članice skupine Ananke. Prvotno telo torej ni popolnoma razpadlo.
Tri izmed članic ( Harpalika,  Praksidika in  Jokasta) so sive barve (povprečni barvni indeks  B−V = 0.77,  V−R = 0.42). Ananke ima barvo med sivo in svetlo rdečo.